# María González Veracruz
Pour les articles homonymes, voir Maria González, González et Veracruz (homonymie).
María González Veracruz, née le 11 juillet 1979 à Murcie, est une femme politique espagnole membre du Parti socialiste ouvrier espagnol (PSOE). Elle est secrétaire d'État à la Numérisation et à l'Intelligence artificielle depuis le 25 septembre 2024.
Elle députée à l'Assemblée régionale de Murcie entre 2007 et 2011, puis députée de Murcie au Congrès jusqu'en 2019. Elle siège à la direction du PSOE entre 2008 et 2017.
Se retirant de la vie politique en 2019, elle y revient en 2022 comme secrétaire d'État aux Télécommunications. Elle est promue deux ans plus tard secrétaire d'État à la Numérisation.

## Biographie

### Formation
María González Veracruz est titulaire d'une licence en biochimie par l'université de Murcie.

### Activités politiques
Elle a été députée à l'Assemblée régionale de Murcie de 2007 à 2011 et a occupé de nombreuses responsabilités au sein de la commission exécutive fédérale du PSOE de 2012 à 2016.
Le 20 novembre 2011, elle est élue députée pour Murcie au Congrès des députés et réélue en 2015 et 2016.
Elle se présente en 2017 aux primaires du Parti socialiste de la région de Murcie-PSOE (PSRM-PSOE) pour l'élection au secrétariat général. Au premier tour, le 24 septembre, elle arrive en deuxième position avec 43,6 % des voix, soit 0,1 point de moins que Diego Conesa (es), tous deux devançant largement Francisco Lucas Ayala. Elle est défaite au second tour, six jours plus tard, avec 47,3 % des suffrages exprimés, son concurrent ayant bénéficié du ralliement du « troisième homme ».
Elle annonce le 4 mars 2019, de manière totalement inattendue, qu'elle ne sera pas candidate à sa réélection aux élections générales anticipées du 28 avril suivant, et précise qu'elle ne sera pas non plus candidate aux élections régionales du 26 mai 2019. Elle passe ensuite avec succès le concours de l'enseignement dans le second degré.
Le 4 octobre 2022, elle est nommée en conseil des ministres au poste de secrétaire d'État aux Télécommunications et aux Infrastructures numériques au sein du ministère de l'Économie, en remplacement de Roberto Sánchez, démissionnaire pour raisons personnelles. Elle prend ses fonctions le lendemain. Son retour s'inscrit dans le mouvement initié par Pedro Sánchez de retrouvailles avec ses anciens soutiens : ils s'étaient éloignés lorsque María González Veracruz s'était abstenue lors de la deuxième séquence d'investiture de Mariano Rajoy, en 2016, conformément aux consignes de la direction du PSOE mais contre l'opinion de Sánchez.
Le journal ElDiario.es indique le 23 septembre 2024 suivant qu'Óscar López, désormais ministre de la Transformation numérique et de la Fonction publique, a l'intention de remanier l'équipe des hauts responsables de son ministère en nommant notamment María González Veracruz au poste de secrétaire d'État à la Numérisation et à l'Intelligence artificielle. Cette nomination est ratifiée dès le lendemain, à l'occasion de la réunion hebdomadaire du Conseil des ministres.